# Гибралтар на Европском првенству у атлетици на отвореном 2014.
Гибралтар је учествовао на Европском првенству у атлетици на отвореном 2014. одржаном у Цириху од 12. до 17. августа. Репрезентацију Гибралтара представљало је три спортиста који су се такмичили у три дисциплине.
На овом првенству представници Гибралтара нису освојили ниједну медаљу нити је оборен неки резултат.

## Учесници
| Мушкарци: - Karl Baldachino — 400 м - Келвин Гомез — 1.500 м | Жене: - Ким Баљето — 800 м |  |

## Резултати

### Мушкарци
| Атлетичар       | Дисциплина | Лични рекорд | Квалификације | Квалификације | Полуфинале            | Полуфинале            | Финале                | Финале       | Детаљи |
| Атлетичар       | Дисциплина | Лични рекорд | Резултат      | Место         | Резултат              | Место                 | Резултат              | Место        | Детаљи |
| --------------- | ---------- | ------------ | ------------- | ------------- | --------------------- | --------------------- | --------------------- | ------------ | ------ |
| Karl Baldachino | 400 м      | 54,56        | 55,09         | 8. у гр. 4    | Нису се квалификовали | Нису се квалификовали | Нису се квалификовали | 40 / 40      |        |
| Келвин Гомез    | 1.500 м    | 3:57,39      | 4:05,71       | 16. у гр. 1   | Нису се квалификовали | Нису се квалификовали | Нису се квалификовали | 30 / 31 (32) |        |

### Жене
| Атлетичарка | Дисциплина | Лични рекорд | Квалификације | Квалификације | Полуфинале            | Полуфинале            | Финале                | Финале       | Детаљи |
| Атлетичарка | Дисциплина | Лични рекорд | Резултат      | Место         | Резултат              | Место                 | Резултат              | Место        | Детаљи |
| ----------- | ---------- | ------------ | ------------- | ------------- | --------------------- | --------------------- | --------------------- | ------------ | ------ |
| Ким Баљето  | 800 м      | 2:15,56      | 2:24,47       | 8. у гр. 2    | Није се квалификовала | Није се квалификовала | Није се квалификовала | 29 / 29 (30) |        |